# Santa Rosa de Goiás
Santa Rosa de Goiás est une municipalité brésilienne de l'État de Goiás et la microrégion d'Anápolis.